# Optimización de medios sociales
La optimización de medios sociales, conocido en inglés como SMO o social media optimization, es un término de marketing que hace referencia a la estrategia y conjunto de acciones llevadas a cabo en redes sociales y comunidades online con una finalidad publicitaria o comercial.
El término fue creado por Rohit Bhargava y debido a la proliferación de sitios sociales, el tiempo que los usuarios pasan en ellos y los beneficios que aporta en términos de tráfico y posicionamiento en buscadores ha adquirido una gran relevancia por parte de empresas y expertos en marketing digital. Este trabajo es en general realizado por el responsable de comunidad de internet o community manager, o un administrador de un medio social.
Por tanto, el responsable de los medios sociales (social media manager), tiene como objetivo apoyar a los profesionales y a las empresas, optimizando y conociendo las mejores estrategias de marketing viral y sociales, para la gestión de sus redes sociales y comunidades online (Twitter, Youtube, Facebook, Linkedin, etc.). Así mismo conoce las tendencias de la web social, sus herramientas de optimización y productividad para aprovechar mejor los recursos de Internet. Entre otras tareas, se asegura de que las publicaciones sean altamente visuales, con un mensaje claro y aptas tanto para desktops como para móviles. El administrador de redes sociales podrá ser contactado en el horario habitual de oficina y se encargará de escribir entradas originales de blog y artículos relacionados con su industria, negocio u otros temas que serán publicados en su blog y promovidos a través de sus cuentas en redes sociales.

## Diferencias entre SMO y SEO
La optimización de medios sociales (SMO) es lo mismo que la optimización de motores de búsqueda (SEO), pero no se dirige a los motores de búsqueda, sino a las redes sociales y los blogs para atraer tráfico desde allí a un sitio web o crear una comunidad de interés dentro de un recurso social.
En este caso, la tarea del optimizador pasa de la optimización para los motores de búsqueda a la optimización para las personas, incluida la creación de contenidos interesantes y "virales".
Otra diferencia entre SEO y SMO es la efectividad de las acciones, ya que en el servicio de vídeo YouTube el número medio de visualizaciones de un vídeo normal en inglés con más de seis meses de antigüedad es de 10-12 mil visualizaciones, pero el problema es que conseguir la misma cantidad con SEO es más difícil de lo que es posible para los especialistas en SMO que intentan iniciar el boca a boca empezando a promocionar vídeos en blogs y redes sociales, por lo que a menudo se hace con la ayuda de servicios especiales. 
Rohit Bhargava formuló las 5 reglas básicas del SMO el 12 de julio de 2007 en Wayback Machine:
1. Aumentar la popularidad de los enlaces:[10] cree sitios como éste y publique contenidos que serán enlazados. Esto incluye crear y mantener un blog independiente sobre el contenido y la temática de un sitio existente, o incluso recopilar el contenido existente sobre un tema en un formato fácil de usar.[11]
2. Facilite la adición de contenidos de su sitio a redes sociales, marcadores, agregadores RSS, etc. п.[12]
3. Atraer enlaces entrantes (enlaces a un sitio web desde recursos externos),[13] animar a quienes lo enlacen.
4. Garantizar la exportación y distribución de contenidos.[14] Con citas de la fuente. Si tiene archivos de audio y vídeo, vale la pena añadirlos con descripciones a otros sitios especializados, esto atraerá visitantes al sitio.
5. Fomentar la creación de servicios que utilicen nuestros contenidos - mashups. En el mundo actual, en el que la creatividad colaborativa está ganando mucho impulso, es importante ser abierto y permitir que otros utilicen el contenido de tu sitio.